# 大特维尔普施泰特
大特维尔普施泰特是德国下萨克森州的一个市镇。总面积36.43平方公里，总人口2620人，其中男性1336人，女性1284人（2011年12月31日），人口密度72人/平方公里。